# Ludwig Scharf

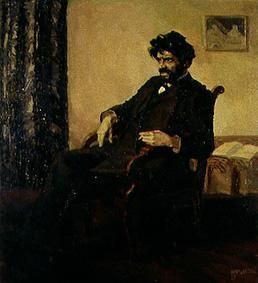
Ludwig Scharf (Porträt von Albert Weisgerber)

Ludwig Scharf (* 2. Februar 1864 in Meckenheim (Pfalz), damals Königreich Bayern; † 21. August 1939 auf Schloss Patosfa bei Kaposvár, damals Königreich Ungarn) war ein deutscher Lyriker und Übersetzer.

## Leben
Der schwerbehinderte Ludwig Scharf – er verlor als Schüler durch Krankheit einen Fuß – wuchs in Blieskastel auf und besuchte das dortige Gymnasium, ehe er 1879 auf das Gymnasium in Zweibrücken wechselte.
Nach dem Abitur 1884 zog er nach München, wo er ein Studium der Naturwissenschaften, Jura und Philologie begann, jedoch nicht zu Ende führte. Während des Studiums war er Mitglied im akademisch-philosophischen Verein München. Als Mitglied der Gesellschaft für modernes Leben und der Literaturvereinigung „Elf Scharfrichter“ war er eine zentrale Figur der Münchner Moderne. Dort war er auch mit dem saarpfälzischen Maler Albert Weisgerber befreundet, der einige Porträts von Scharf anfertigte.
Seine Gedichte veröffentlichte Scharf in modernen Literaturzeitschriften wie Die Jugend, Simplicissimus,  Pan oder  den Zürcher Diskußjonen.
Sein 1892 erschienener Gedichtband  Lieder eines Menschen gilt als eines der bedeutendsten lyrischen Werke des Naturalismus.
Laut Erich Mühsams Lebenserinnerungen verlobte sich Scharf mit der Münchner Gastronomin Kathi Kobus, doch heiratete sie nicht.
Er zog mit der Malerin und Schriftstellerin Ella Somsich (Pseudonym Elohim Sorah) vor dem Ersten Weltkrieg auf ihr Grafenschloss im Komitat Somogy, Südwestungarn.

## Werke
- Gesammelte Lyrik und Prosa. Mit einer Auswahl aus dem Briefwechsel und einer Rezension von Eduard von Keyserling. Herausgegeben von Walter Hettche. Aisthesis, Bielefeld 2011, ISBN 978-3-89528-817-3